# Alan Moore
Alan Moore (Northampton, 18 november 1953) is een Britse stripauteur en schrijver.
Zijn grootste bekendheid verwierf hij met Batman: The Killing Joke, From Hell (1991-1993), Marvelman (in Amerika uitgebracht als Miracleman, 1985-1988), Saga of the Swamp Thing, V for Vendetta en Watchmen (1986-1987). Hiervan zijn er verschillende verfilmd, hoewel Moore zichzelf distantieert van het eindresultaat.
Hij had zijn eigen imprint bij uitgeverij DC Comics, genaamd ABC, wat staat voor America's Best Comics. Onder dat label bracht hij onder meer de door hemzelf geschreven titels The League of Extraordinary Gentlemen (1999), Tomorrow Stories, Promethea, Top 10 en Tom Strong uit.
Moore is een overtuigd vegetariër en hangt het anarchisme en het occultisme aan. Hij valt op door zijn enorme baard, en is zo een dankbare prooi voor karikaturisten. Nadat Frank Miller, een andere bekende stripauteur van o.a. Sin City, commentaar gaf op de Occupybeweging en anarchisme, ging Moore in de clinch door Miller een openbare brief te schrijven.

## Selectieve bibliografie
Strips
- V for Vendetta (1982–1985)
- Watchmen (1986–1987)
- Batman: The Killing Joke (1988)
- A Small Killing (1991)
- From Hell (1991–1999)
- Lost Girls (1991–1992, 2006)
- Promethea (1999–2005)
- The League of Extraordinary Gentlemen (1999–heden)

Boeken
- Voice of the Fire (1996)
- The Mirror of Love (2003)
- Jerusalem (2016)

Non-fictie
- Alan Moore's Writing for Comics (2003)
- 25,000 Years of Erotic Freedom (2009)

Vertaald
- Alan Moore en Brian Bolland, Batman: De Killing Joke, vertaling Willem van Helden. Naarden: Baldakijn Boeken, 1989. Paperback, 48 p. ISBN 90-305-0658-X.
- Alan Moore en Oscar Zarate, Een kleine moord, vertaling Hedy Stegge. Amsterdam: Sherpa, 1991. Gebonden/paperback, 96 p. ISBN 90-72995-35-X (geb.). ISBN 90-72995-34-1 (pb).
- Alan Moore en Dave Gibbons, Watchmen, herziene vertaling Rob van Eijck. Amsterdam: De Vliegende Hollander, 2009. Paperback, 390 p. ISBN 978-90-495-0039-9 (in 1989 fragmentarisch vertaald in zes losse delen bij Baldakijn Boeken)
- Alan Moore en David Lloyd, V voor Vendetta, vertaling Toon Dohmen. Amsterdam: De Vliegende Hollander, 2010. Paperback, 288 p. ISBN 978-90-495-0052-8.
- Alan Moore en Eddy Campbell, From Hell / Vanuit de hel: een melodrama in zestien delen, vertaling Toon Dohmen (3 delen). Amsterdam: De Vliegende Hollander, 2010-11. ISBN 978-90-495-0092-4 (d. 1). ISBN 978-90-495-0093-1 (dl. 2).

## Prijzen
Moore won voor zijn schrijfwerk aan comicverhalen verschillende prijzen, waaronder:
- Will Eisner-award voor beste scenarist in 1988, 1989, 1995, 1996, 1997, 2000, 2001 en 2004
- Will Eisner-award voor beste eindige serie 1988 (voor Watchmen)
- Will Eisner-award beste grafisch album 1988 (voor Watchmen) en 1989 (voor Batman: The Killing Joke)
- Will Eisner-award voor beste serie 1993 (voor From Hell)
- Will Eisner-award voor beste grafisch album 'nieuw' 1994 (voor A Small Killing)
- Will Eisner-award voor beste grafisch album in herdruk 2000 (voor From Hell)
- Will Eisner-award voor beste anthologie 2000 (voor Tomorrow Stories)
- Will Eisner-award voor beste serie 2000 (voor Tom Strong #4-7)
- Will Eisner-award voor beste nieuwe serie 2000 (voor Top 10)
- Will Eisner-award voor beste los verhaal 2000 (voor Tom Strong #1)
- Will Eisner-award voor beste los verhaal 2001 (voor Promethea #10)
- Will Eisner-award voor beste doorlopende serie 2001 (voor Top 10)
- Will Eisner-award voor beste eindige serie 2003 (voor The League of Extraordinairy Gentlemen volume 2)

## Popcultuur
Alan Moore verscheen in 2007 in een aflevering van de Simpsons, genaamd Husbands and Knives. In die aflevering zaten ook acteur Jack Black en collega comicschrijvers Daniel Clowes (van onder meer Ghost World) en Art Spiegelman (van Maus).

## Verfilmde comicverhalen
De volgende films zijn gemaakt naar door Alan Moore geschreven comicverhalen:
- From Hell (2001)
- The League of Extraordinary Gentlemen (2003)
- V for Vendetta (2005)
- Watchmen (2009)

### Interviews
- (en)  Index van interviews
- (en)  Blather.net Interview over magie en Aleister Crowley
- (en)  Transcriptie van interview op BBC Radio 4
- (en)  Interview uit The Onion, oktober 2001
- (en)  Interview in The Independent
- (en)  Authors on Anarchism (2007)
- (en)  Panel Borders: Looking for Lost Girls (2008)
- (de)  Interview[dode link] over Lost Girls

- Bibsys: 90355132
- Biblioteca Nacional de Chile: 000769467
- Biblioteca Nacional de España: XX1058219
- Bibliothèque nationale de France: cb12078400x (data)
- Catàleg d'autoritats de noms i títols de Catalunya: 981058514068306706
- CiNii: DA16883615
- Gemeinsame Normdatei: 123700485
- International Standard Name Identifier: 0000 0001 2095 9030
- Library of Congress Control Number: n88106706
- MusicBrainz: a29451fb-5a5e-4085-b9fb-0b22755bf98f
- Bibliotheek van het Japanse parlement: 00987879
- Nationale Bibliotheek van Tsjechië: xx0009068
- Nationale bibliotheek van Australië: 41203956
- Nationale Bibliotheek van Israël: 987007301635105171
- Nationale en Universitaire bibliotheek Zagreb: 000335143
- Nederlandse Thesaurus van Auteursnamen: 073372706
- RKD-Nederlands Instituut voor Kunstgeschiedenis: 317704
- Istituto Centrale per il Catalogo Unico: BVEV015617
- SNAC: w6n917v9
- Système universitaire de documentation: 02908458X
- Trove: 1453477
- Virtual International Authority File: 34481281
- WorldCat: E39PBJvXjCHjBVqC3x7RRTbGHC